# Hôtel de Rosanbo
L’hôtel de Rosanbo est un hôtel particulier situé à Paris en France.

## Situation et accès

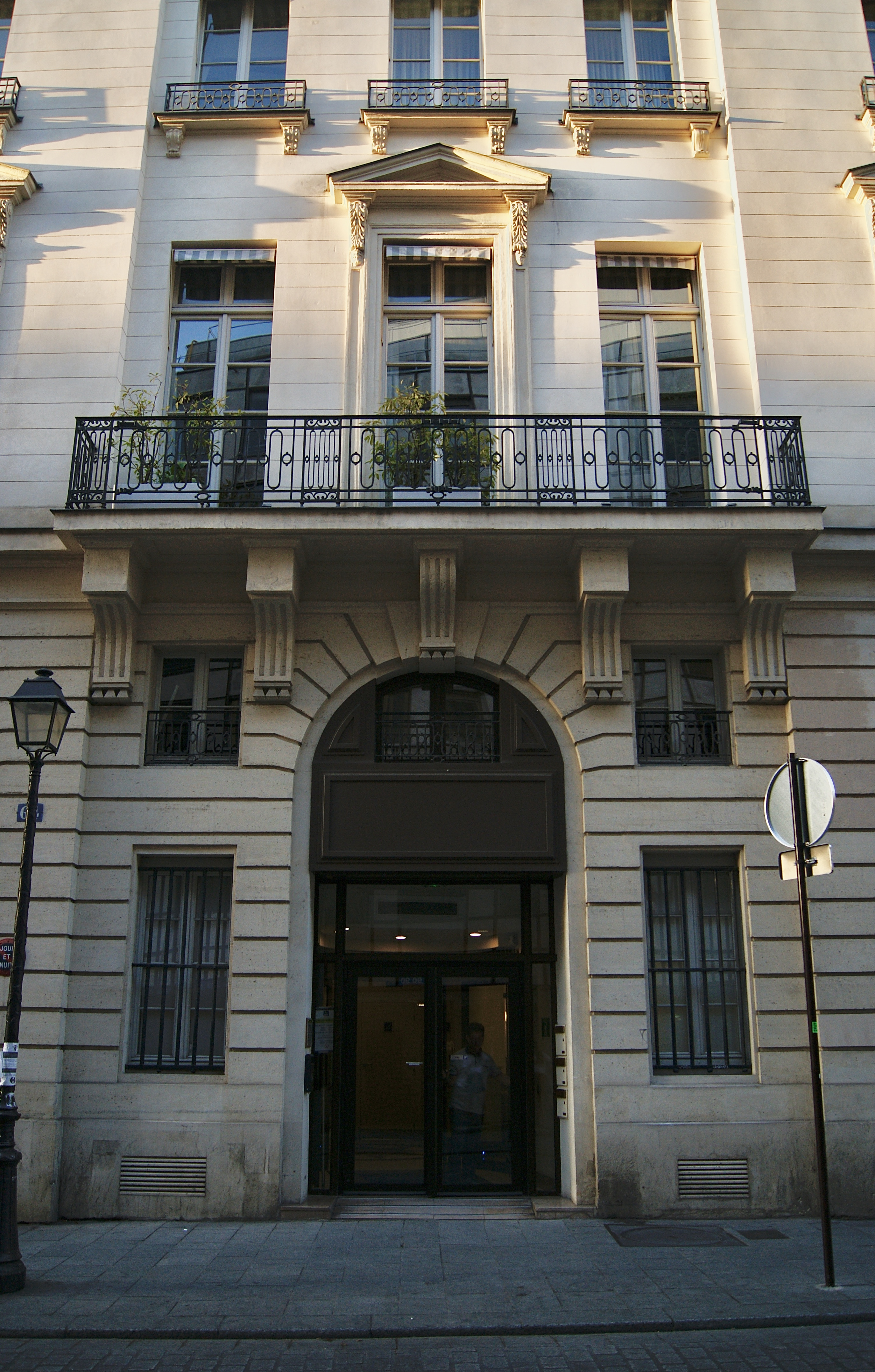
Portail sur rue.

Il est situé aux 62 et 64 rue René-Boulanger, dans le 10e arrondissement de Paris.

## Historique
L'hôtel, datant de 1780, fut construit par l'architecte Nicolas-Claude Girardin pour le marquis de Rosanbo[réf. nécessaire]. Cet hôtel est cité dans les Mémoires d'outre-tombe de Chateaubriand. 
L’hôtel a ensuite été acquis par la comtesse Merlin, née Maria de las Mercedes de Santa Cruz (Cuba 1788 - Paris 1852) épouse du général Christophe Antoine Merlin, qui y tint un des salons les plus importants de Paris au début du XIXe siècle accueillant notamment George Sand, Prosper Mérimée, Honoré de Balzac, Alfred de Musset et le compositeur Gioachino Rossini. 
À partir de 1840, le Baron Taylor y fonda ses sociétés de bienfaisance, avant de s'installer au 68 de la rue.
La façade et toiture sur rue de ce bâtiment font l’objet d’une inscription au titre des monuments historiques depuis le 12 février 1962.